# Na juriš in the mood!
Na juriš in the mood! (s podnaslovom Od koračnic do swinga) je album zbora Carmina Slovenica, ki je bil posnet v živo v dvorani SNG Maribor marca 2009.
Izšel je v samozaložbi na vinilni plošči, glasbeni CD plošči in video DVD-ju.
Predstavitev projekta in skladb je v priloženi dvojezični knjižici napisala dirigentka Karmina Šilec.

## Seznam posnetkov
| Št.             | Naslov | Besedilo                                   | Glasba                            | Priredba / instrumentacija / transkripcija  | Dolžina |
| --------------- | --- | ------------------------------------------ | --------------------------------- | ------------------------------------------- | ------- |
| 1.              | „Kozaračko kolo‟ (bosanska ljudska) |                                            |                                   | K. Šilec                                    | 2:20    |
| 2.              | „Po dolinah i po zagorjam‟ (ruska partizanska) | T. Aturov                                  | P. S. Parfenov, A. V. Aleksandrov | R. Gobec, A. Ogrin                          | 3:04    |
| 3.              | „Bella ciao / La brigata Garibaldi‟ (italijanska partizanska)                                                                                                  |                                            |                                   | CS                                          | 5:04    |
| 4.              | „Pearl Harbor Blues‟ (ameriška) | P. Clayton                                 | P. Clayton                        |                                             | 4:05    |
| 5.              | „Le chant des Partisans‟ (francoska partizanska) | M. Druon, J. Kessel                        | A. Marly                          | CS                                          | 3:27    |
| 6.              | „¡Ay, Manuela!‟ (španska revolucionarna) |                                            |                                   | A. Ogrin, CS                                | 3:00    |
| 7.              | „Lili Marleen‟ (nemška) | H. Leip                                    | N. Schultze                       | CS                                          | 3:51    |
| 8.              | „Zog nit keyn mol‟ (židovska partizanska) | H. Glik                                    | D. J. Pokrass, D. Pokrass         | M. Isaacson, CS                             | 3:32    |
| 9.              | „The Fighting Son of a Gun‟ (ameriška) | Z. Manners                                 | Z. Manners                        | M. Črnčec                                   | 3:14    |
| 10.             | „Kiss Me Goodnight, Sergeant Major‟ (angleška vojaška) | D. Pelosi                                  | A. Noell                          | A. Ogrin, CS                                | 2:53    |
| 11.             | „Je suis swing‟ (francoska) |                                            | J. Hess                           | A. Ogrin                                    | 3:02    |
| 12.             | „Remember Pearl Harbor‟ (ameriška) | D. Ried                                    | S. Kaye                           | A. Ogrin, CS                                | 2:17    |
| 13.             | „In the Mood‟ (ameriška) | A. Razaf                                   | J. Garland                        | H. Simeone, J. Šalamon                      | 3:40    |
| 14.             | „Boogie Woogie Bugle Boy‟ (ameriška) | D. Raye                                    | H. Prince                         | J. Šalamon                                  | 4:10    |
| 15.             | „Smrt v Brdih‟ (slovenska) | N. Carevska – Živa                         | M. Pirnik                         |                                             | 1:56    |
| 16.             | „Jutri gremo v napad‟ (slovenska) | M. Bor                                     | J. Kuhar                          |                                             | 2:01    |
| 17.             | „Pesem o svobodi‟ (slovenska) | R. Gobec                                   | R. Gobec                          |                                             | 2:53    |
| 18.             | „Nov cvet (slovenska) / Šivala je deklica zvezdo (po slovenskem ljudskem napevu) / Za vasjo je čredo pasla (po angleškem napevu) / Na oknu glej obrazek bled‟  | J. Udovič L. Kukavica M. Ribičič, S. Samec | K. Pahor (na melodijo Austriane)  | CS R. Gobec, CS C. Pregelj, CS R. Gobec, CS | 7:54    |
| 19.             | „Domovina naša je svobodna (slovenska) / Bratje, le k soncu, svobodi (ruska revolucionarna) / Slovenci kremeniti (slovenska) / Kovači smo‟ (ruska proletarska) | F. Kosmač M. Klopčič F. Gerl idr.          | V. Mihelčič                       | CS C. Pregelj, CS R. Gobec, CS              | 8:47    |
| 20.             | „Na juriš‟ (slovenska) | T. Seliškar                                | K. Pahor                          | V. Štrucl                                   | 2:33    |
| Skupna dolžina: | Skupna dolžina: | Skupna dolžina:                            | Skupna dolžina:                   | Skupna dolžina:                             | 74:06   |

## Sodelujoči

### Carmina Slovenica
- Karmina Šilec – avtorica projekta in dirigentka

### Moški pevski zbor Srečko Kosovel Ajdovščina
poje na posnetku 20
- Matjaž Šček – zborovodja

### Moški pevski zbor Slava Klavora Maribor
poje na posnetku 20
- Danijel Marinič – zborovodja

### Moški pevski zbor KUD Pošta Maribor
poje na posnetku 20
- Alenka Korpar – zborovodkinja

### Big band Orkestra Slovenske vojske
igra na posnetkih 13 in 14

### Orkester Slovenske vojske
igra na posnetku 20
- Rudolf Strnad – trobenta na posnetkih 2, 5, 10, 11 in 12
- Fredi Simonič – pozavna na posnetkih 2 in 12
- Dejan Žnideršič – pozavna na posnetkih 2 in 12
- Gregor Gubenšek – trobenta na posnetkih 5, 7, 11 in 12
- Aljoša Deferri – klarinet na posnetkih 8, 9, 10, 11 in 12
- Gašper Kržmanc – kitara na posnetku 8
- Jaka Janežič – tenorski saksofon na posnetku 11
- Vilko Kroflič – tenorski saksofon na posnetku 11
- Gregor Vidmar – klarinet na posnetku 12
- Boštjan Bone – trobenta na posnetku 14

### Solisti
- Saša Olenjuk – violina, kitara in orglice na posnetkih 2, 3, 5, 6, 8, 9 in 10
- Janez Dovč – harmonika na posnetkih 2, 3, 5, 7, 8, 9, 10, 18 in 19
- Gašper Peršl – tolkala na posnetkih 2, 6, 7, 9, 10, 11 in 12
- Matej Hotko – kontrabas na posnetkih 2, 7, 8, 9, 10, 11 in 12
- Nadja Stegne – vokal na posnetkih 4 in 10
- Marko Črnčec – klavir na posnetkih 4, 11 in 12
- Darko Rošker – tuba na posnetkih 4 in 12
- Eva Germ – vokal na posnetku 5
- Jasmina Črnčič – vokal na posnetku 6
- Mojca Potrč – vokal na posnetkih 7, 9 in 10
- Zvezdana Novaković – vokal na posnetkih 10 in 11

### Produkcija
- Danilo Ženko – tonski mojster
- Dejan Bulut – grafično oblikovanje in fotografije
- Dorian Šilec Petek – fotografije
- Ivan Vinovrški – fotografije